# Bitwa pod Lubiszewem
Bitwa pod Lubiszewem (Lubieszowem) – starcie zbrojne w pobliżu Lubiszewa Tczewskiego 17 kwietnia 1577 w trakcie 2-letniej wojny Rzeczypospolitej ze zbuntowanym Gdańskiem, który nie uznał wyboru Stefana Batorego na króla Polski ze względu na niekorzystne dla Gdańska, a popierane przez władcę statuty Karnkowskiego.
Wojska polskie liczyły 1000 piechoty i 1300 jazdy pod dowództwem hetmana nadwornego Jana Zborowskiego, a wojska gdańskie – 3100 landsknechtów, 400 najemnych rajtarów, 400 jazdy miejskiej, 6-8 tys. milicji gdańskiej, w sumie 10-12 tys. żołnierzy pod dowództwem Jana Winkelbrucha.
Początkowo polsko-węgierska piechota zdobyła baterie artylerii gdańszczan, które następnie zostały skierowane w stronę przeciwnika. Bitwę rozstrzygnęły ataki jazdy. Po drugiej szarży husarii, gdańszczanie rzucili się do ucieczki. W pogoni jazda polska dotarła aż pod Gdańsk.
Straty wojsk gdańskich wyniosły 4416 poległych i 1000 jeńców, a wojska królewskie straciły 187 żołnierzy, w tym 60 zabitych.

## Przyczyny wojny
Po ucieczce króla Henryka Walezego z Polski, doszło do wyboru nowego władcy. Jednak elekcja nowego króla nie była zgodna. Część wyborców opowiedziała się za cesarzem Maksymilianem II Habsburgiem (12 grudnia 1575), a inni za księciem Siedmiogrodu Stefanem Batorym (15 grudnia 1575). Batory, w przeciwieństwie do Maksymiliana, szybko przybył do Polski i koronował się w Krakowie. Maksymilian II zmarł 12 października 1576 roku i na stronę Batorego przeszła większość zwolenników cesarza. Jedynie Gdańsk nie mógł się pogodzić z nowym królem, co częściowo było spowodowane przez Batorego, który chciał ukarać dumne miasto za zbyt długi opór. Doszło do wojny, w której punktem kulminacyjnym była bitwa pod Lubiszewem.

## Przygotowania do starcia
Gdańszczanie zaciągnęli zawodowe wojska najemne w sile ok. 3300-3500 niemieckich landsknechtów i 400 rajtarów. Zmobilizowali też wszystkich mężczyzn zdolnych do noszenia broni, w sumie 400 jazdy i do 10 000 pieszych, uzbrojonych w broń palną, a częściowo także w zbroje (ok. 1600-1900). Dowódcą całości był doświadczony wódz Jan Winkelbruch. Z armią tą chcieli w kwietniu 1577 roku opanować całe Prusy Królewskie, zaczynając od Tczewa.
W tym czasie w Tczewie w oczekiwaniu na posiłki obozowały wojska królewskie dowodzone przez hetmana Jana Zborowskiego w sile 730 piechoty, 1220 jazdy, ok. 1200 czeladzi, przy czym część pachołków odesłano 16 kwietnia z wozami do Gniewa. Po otrzymaniu informacji o kierowaniu się w jego stronę wojsk gdańskich, Zborowski postanowił przyjąć bitwę w wybranym przez siebie miejscu, tj. kilka kilometrów na zachód od Tczewa, na przeprawach przez rzekę Motławę. Gdańszczanie z kolei, pewni swojej olbrzymiej przewagi liczebnej ok. 5:1 spodziewali się, że wojska królewskie zostaną pokonane zanim zostaną wzmocnione nowymi zaciągami, co umożliwi opanowanie bez walki Tczewa. Gdańszczanie zanocowali pod wsią Łęgowo i następnego dnia wyruszyli w kierunku położonego 10 km dalej Tczewa.
Od strony Wisły miała zaatakować gdańska flota: 4 niewielkie statki, na których płynęło 210 regularnej piechoty. Pospolite ruszenie gdańszczan, ok. 10 000 pieszych wraz z 200 kawalerzystami, miało wiązać uwagę armii Zborowskiego na przeprawie pod Rokitkami. Reszta wojsk, w sile 3100 landsknechtów i 600 jazdy, planowała obejść armię przeciwnika od południa i uderzyć z boku na lewe skrzydło Zborowskiego, gdy jego główne siły będą walczyć z milicją gdańską.
Po rozpoczęciu walk pod Rokitkami Zborowski został powiadomiony przez swój zwiad o nacieraniu wojsk przeciwnika w rejonie Lubiszewa. Aby uniemożliwić milicji gdańskiej dalsze działania, na wąskiej przeprawie pod Rokitkami kazał zerwać mostek, zostawiając do blokowania tej przeprawy także artylerię składającą się z 2 dział, 27 hakownic) oraz rotę piechoty (30 hajduków) i 60 żołnierzy jazdy lekkiej. Do obrony Tczewa przed gdańską flotą Zborowski pozostawił 100 piechurów i 4 działa. Z resztą swoich oddziałów po zablokowaniu drogi pod Rokitkami, w sile 1160 jazdy i 600 piechoty, ruszył na południe w okolice przeprawy pod Lubiszewem.
Armia niemieckich zawodowców, która od południa miała zaatakować wojska królewskie, bojąc się, że Zborowski ucieknie z pola bitwy, wybrała krótszą drogę obejścia. Winkelbruch, zamiast całkowicie okrążyć Jezioro Lubiszewskie, postanowił przekroczyć Motławę na przeprawie pod Lubiszewem Tczewskim, jednak armia Zborowskiego poruszała się na tyle szybko, że zastała wojska niemieckie w trakcie przeprawy. Zanim doszło do walk cała jazda gdańska (600 koni) i połowa landsknechtów (ok. 1500-1600) zdążyła przejść na wschodnią stronę Motławy. Żołnierze ci uszykowali się następująco: na prawym skrzydle stanęli rajtarzy, a za nimi landsknechci. Na lewym skrzydle niemieckim stanęli landsknechci ustawiając przed swoim szykiem 3 działa i próbując ustawić palisadę (której nie ukończono przed przybyciem przeciwnika). Landsknechci ci dysponowali także 3 wozami, do których mieli przymocowane 30 małych działek.
Wojsko królewskie podzielono na dwa skrzydła i odwód. Na swoim prawym – hajducy, a na lewym i w odwodzie – jazda.

## Bitwa
Przebiegała ona w kilku fazach:
1. Na prawym skrzydle wojsk królewskich – walka ogniowa między hajdukami węgierskimi, a niemieckimi landsknechtami.
2. Na lewym skrzydle wojsk królewskich – pierwsza szarża jazdy królewskiej (ok. 300 husarzy i petyhorców) na Niemców (600 rajtarów i jazdy gdańskiej), szarża nie przełamała pozycji niemieckich.
3. Na prawym skrzydle wojsk królewskich – zdobycie 3 gdańskich dział przez piechotę węgierską.
4. Na prawym skrzydle wojsk królewskich – wymiana ognia między hajdukami (strzelali z 3 zdobycznych dział), a landsknechtami (strzelali z działek umieszczonych na wozach).
5. Na prawym skrzydle wojsk królewskich – atak niemieckiej piechoty dzierżącej piki na hajduków i walka wręcz między nimi. Polacy uzyskali w tej walce przewagę.
6. Na lewym skrzydle wojsk królewskich – jazda królewska (200 husarzy) ponownie uderzyła na przeciwnika. Rozbiła ona rajtarów, którzy uciekając zmieszali szyki stojących za nimi landsknechtów. Husaria po rozbiciu rajtarów uderzyła szeregi piechoty niemieckiej i przełamała jej szyki.
7. Na obu skrzydłach – ucieczka gdańskich żołnierzy z pola walki i pogoń wojsk królewskich za nimi.

Gdy rozbito niemieckich najemników po wschodniej stronie przeprawy pod Lubiszewem, pospolite ruszenie gdańszczan spanikowało i rzuciło się do ucieczki. Także ci landsknechci, którzy nie przeszli na wschodni brzeg Motławy, spanikowali i uciekli. Flota gdańska dopiero teraz podpłynęła pod Tczew, ostrzelała miasto, ale widząc, że bitwa jest przegrana, zawróciła i odpłynęła.

## Po bitwie
Straty gdańszczan i niemieckich wojsk najemnych były olbrzymie. Po bitwie naliczono 4416 zabitych, z których większość zginęła w czasie ucieczki i około 1000 jeńców. Straty wojsk królewskich były w porównaniu z nimi znikome – 60 zabitych i 127 rannych żołnierzy oraz 44 zabite i 64 ranne konie.
Żołnierze Batorego wygrali bitwę, ale nie uderzyli od razu na miasto. Gdańsk, mimo późniejszego oblężenia i walk, nie poddał się. W grudniu 1577 roku doszło do ugody między miastem a Batorym. Gdańsk przeprosił króla, uznał go swoim panem i zapłacił 200 000 zł. Władca uznał przywileje Gdańska oraz zniósł sankcje, jakie uprzednio nałożył na miasto i odłożył na później spór o wcielenie w życie statutów Karnkowskiego, które były głównym powodem wojny.